# Christineconcha
Christineconcha is een geslacht van tweekleppigen uit de familie Vesicomyidae.

## Soorten
De volgende soorten zijn bij het geslacht ingedeeld:
- Christineconcha regab (Cosel & Olu, 2009)